# Бруно Белин
Бруно Бєлін (сербохорв. Bruno Belin, 16 січня 1929, Загреб — 20 жовтня 1962, Белград) — югославський футболіст, що грав на позиції захисника за клуб «Партизан» і національну збірну Югославії.

## Клубна кар'єра
У дорослому футболі дебютував 1950 року виступами за команду белградського «Партизана», кольори якої і захищав протягом усієї своєї кар'єри гравця, що тривала тринадцять років. 
Помер 20 жовтня 1962 року на 34-му році життя внаслідок травм, отриманих в автомобільній аварії.

## Виступи за збірну
1952 року дебютував в офіційних матчах у складі національної збірної Югославії. Протягом кар'єри у національній команді, яка тривала 8 років, провів у формі головної команди країни 25 матчів.
У складі збірної був учасником чемпіонату світу 1954 року у Швейцарії, на якому був запасним гравцем і жодного разу на поле не виходив.